# Liste der Baudenkmäler in Hubbelrath
Die Liste der Baudenkmäler in Hubbelrath enthält die denkmalgeschützten Bauwerke auf dem Gebiet von Düsseldorf-Hubbelrath, Stadtbezirk 7, in Nordrhein-Westfalen. Diese Baudenkmäler sind in der Denkmalliste der Stadt Düsseldorf eingetragen; Grundlage für die Aufnahme ist das Denkmalschutzgesetz Nordrhein-Westfalen (DSchG NRW).

## Baudenkmäler
| Bild           | Bezeichnung              | Lage                                 | Beschreibung                           | Bauzeit                         | Eingetragen seit   | Denkmal- nummer |
| -------------- | ------------------------ | ------------------------------------ | -------------------------------------- | ------------------------------- | ------------------ | --------------- |
| weitere Bilder | Ehemaliger Militärbau    | Bergische Landstraße 465 Karte       |                                        | 1939                            | 15. Juli 2010      | A 1598          |
| weitere Bilder | Vogelschmidtberg         | Bergische Landstraße 682 Karte       |                                        | Ende 19. Jh.                    | 8. Oktober 1999    | A 1472          |
| BW             | Groß Bertels             | Bertelsweg 2 Karte                   |                                        | 18. Jh., Ende 19. Jh.           | 20. April 2000     | A 1484          |
| BW             | Klein Bertels            | Bertelsweg 4 Karte                   |                                        | 17.–18. Jh.                     | 8. Oktober 1999    | A 1450          |
| BW             | Hof Blumenrath           | Blumenrathweg 20 Karte               |                                        | ca. 1766–1844                   | 21. Februar 2000   | A 1473          |
| weitere Bilder | Gut Bruchhausen mit Park | Bruchhausen 4, 5, 8, 9 Karte         |                                        | 1920–1926                       | 17. Dezember 1999  | A 1478          |
| weitere Bilder | Pfarrhaus                | Dorfstraße 5 Karte                   |                                        | 1735, 20. Jh.                   | 19. November 1982  | A 250           |
| weitere Bilder | St. Caecilia             | Dorfstraße 5 Karte                   |                                        | ca. 1440, 1686                  | 15. September 1983 | A 426           |
| BW             | Großberghaus             | Dorper Weg 22 Karte                  |                                        | 1849, 19., 20. Jh.              | 11. November 1999  | A 1476          |
| BW             | Hof Burberg              | Dorper Weg 32 Karte                  |                                        | Mitte 18. Jh.                   | 19. September 1988 | A 1155          |
| BW             | Haus Schellberg mit Park | Holterweg 31–45 Karte                |                                        | Anfang 20. Jh., 1957            | 16. August 2005    | A 1481          |
| BW             | Gut Klashaus             | Klashausweg 2 Karte                  |                                        | Mitte 18. Jh., 19. Jh., 20. Jh. | 19. April 2000     | A 1482          |
| BW             | Bergische Kaserne        | Knittkuhler Straße 2 Karte           | Militäranlage, Architekt: Carl Bassler | 1937–1938                       | 14. Juni 2016      | A 1657          |
| BW             |                          | Lindenbecker Weg 60 Karte            |                                        | 1748                            | 23. Juli 1982      | A 189           |
| BW             |                          | Mydlinghoven 1, 2, 4, 6, 8, 10 Karte |                                        | 1913–1916                       | 13. Dezember 1984  | A 811           |
| BW             | Zum Hof                  | Ratinger Landstraße 80–90 Karte      |                                        | 1877                            | 8. Oktober 1999    | A 1451          |
| BW             | Trotzhof                 | Rotthäuser Weg 104 Karte             |                                        | 18. Jh., 19. Jh.                | 22. Juli 1999      | A 1465          |
| BW             | Gut Rotthaus             | Rotthäuser Weg 106, 110 Karte        |                                        | 18.–20. Jh.                     | 22. Juli 1999      | A 1466          |
| BW             | Hof Sau                  | Sauerweg 33 Karte                    |                                        | 17.–19. Jh.                     | 22. Februar 1998   | A 1440          |
| BW             |                          | Schäpershof 1 Karte                  |                                        | 1870                            | 23. Dezember 1993  | A 1276          |
| weitere Bilder | Plungscheuer             | Schäpershof 3 Karte                  |                                        | 17. Jh.                         | 16. Oktober 1998   | A 1449          |
|                |                          | Schäpershof o. Nr., Hohlweg          |                                        | mittelalterlich                 | 6. November 1992   | A 1243          |